# Fortunio Garcês
Fortunio Garcés (em árabe: فرتون بن غرسية, conhecido como “o Monge” e morto depois de 925), foi rei de Pamplona entre 882 e 905 e o último soberano da Dinastia Iñiga. Era filho do rei Garcia Iñiguez e da rainha consorte Urraca, posivelmente filha de Fortun ibn Musa da dinastia do Banu Cassi.

## História

A península ibérica em 910

Em 860, durante a invasão de Pamplona por Maomé I de Córdova, foi capturado e feito refém dos muçulmanos, em Córdova, durante cerca de vinte anos. Entre 870 (morte de García Iñiguez) e 880, quando Fortún Garcés regressou, parece que governou como regente em Pamplona, Garcia Jimenes, filho de Jimeno Garcês da dinastia Jimena.
Durante o seu reinado sofreu várias expedições de castigo por parte dos exércitos de Córdova e dos seus aliados do vale do Ebro, os Banu Cassi, que tinham superado as controvérsias anteriores com Córdova, e actuavam novamente como verdadeiros convertidos do Islão.
Mais tarde acabou por estabelecer boas relações com os Banu Cassi Lopo ibn Muhammad ou Lopo ibn Musa, casando-se com Oria (ou Auria) ibn Lopo ibn Musa, filha de Lopo ibn Musa.
O rei Afonso III das Astúrias e o Conde de Pallars, inimigos dos Banu Cassi, organizaram uma revolta que levou ao trono Sancho Garcés I de Pamplona, filho de Garcia Jiménez, que havia sido regente durante o cativeiro de Fortunio.
Alguns historiadores afirmam que Fortunio Garcês se retirou para o Mosteiro de Leyre onde morreu depois de 925 e onde foi enterrado.

## Matrimónio e descendência
Com sua esposa Aurea, foi pai de cinco filhos:[a]
- Iñigo Fortunes.
- Aznar Fortunes.
- Blasco Fortunes.
- Lope Fortunes.
- Onneca Fortúnez, nascida possivelmente em 847, que foi casada com o emir de Córdova Abdalá I, e foi mãe de Maomé. Depois de voltar do cativeiro, Onneca se casou com  o seu primo-irmão, Aznar Sanches de Larraun,[b] tendo desse matrimónio nascido Toda Aznares, que foi a esposa de Sancho Garcês I.[3]

## Biografia
- Cañada Juste, Alberto (1980). «Los Banu Cassi (714-924)» (PDF). Príncipe de Viana (em espanhol) (58-59): 5-96. ISSN 0032-8472
- Martín Duque, Ángel J. (2002). «Vasconia en la alta edad media: somera aproximación histórica». Príncipe de Viana (em espanhol) (227): 871-908. ISSN 0232-8472 Verifique |issn= (ajuda)
- Martínez Díez, Gonzalo (2007). Sancho III el Mayor Rey de Pamplona, Rex Ibericus (em espanhol). Madrid: Marcial Pons Historia. ISBN 978-84-96467-47-7
- Salazar y Acha, Jaime de (2006). «Urraca. Un nombre egregio en la onomástica altomedieval». En la España medieval (em espanhol) (1): 29-48. ISSN 0214-3038